# إشارات المرور في أذربيجان
تشبه إشارات المرور في أذربيجان نظام إشارات المرور الروسي، وهو نظام يعمل على ضمان سيرورة لحركة نقل وتنقل وتحرك مركبات النقل بأمان ونظام، وكذلك لإبلاغ المشاركين والمتنقلين والسائقين بالأيقونات والبيانات المرورية.
إشارات المرور في أذربيجان، تعتمد على اتفاقية فيينا بشأن لافتات وإشارات الطرق.

## صور لبعض إشارات المرور بأذربيجان

### علامات التحذير
تُستخدم علامات التحذير لتنبيه السائقين إلى المواقف الخطرة على الطريق أو على حافته وحدوده.
تشير هذه العلامات إلى الحاجة إلى عناية وانتباه أكثر من قبل مستخدمي الطريق، وقد تتطلب تخفيضا في السرعة أو إجراءات أخرى لضمان سلامة أنفسهم وسلامة مستخدمي الطريق الآخرين من المشاة والراجلين أو الراكبين أو من الحيوانات والبيئة كحماية الغابة والتشجير والحقول والمحميات البيئية.

إشارات تحذير
Traffic signals
Swing bridge
Quay
منحنى إلى اليمين
منحنى إلى اليسار
Double curve, first to the right
Double curve, first to the left
Steep descent
Steep ascent
Slippery road
Uneven road
Dip
Road hump
Loose stones
Road narrow on both sides
Road narrow on right side
Road narrow on left side
Pedestrian crossing
Children crossing
Cyclists crossing
Roadworks
ممر أو معبر للماشية Cattle crossing
Wild animals crossing
Falling rocks

### إشارات الأسبقية

إشارات الأسبقية
Priority road
نهاية طريق الأولوية
Yield
قف
Yield to oncoming traffic
Priority over oncoming traffic